# Halowe Mistrzostwa Świata w Lekkoatletyce 2001 – skok wzwyż kobiet
Skok wzwyż kobiet – jedna z konkurencji rozgrywanych podczas halowych mistrzostw świata w lekkoatletyce w 2001, zmagania w niej odbyły się 9 marca.
Do konkursu zgłoszonych zostało 13 zawodniczek z 10 państw.
Zawody w tej konkurencji wygrała reprezentantka Szwecji Kajsa Bergqvist. Drugą pozycję zajęła zawodniczka z Ukrainy Inha Babakowa, trzecią zaś reprezentująca Bułgarię Wenelina Wenewa.

## Wyniki
| Miejsce | Zawodnik             | Państwo           | Wysokość (m) | Wysokość (m) | Wysokość (m) | Wysokość (m) | Wysokość (m) | Wysokość (m) | Wysokość (m) | Wysokość (m) | Wynik | Uwagi |
| Miejsce | Zawodnik             | Państwo           | 1,80         | 1,85         | 1,90         | 1,93         | 1,96         | 1,98         | 2,00         | 2,02         | Wynik | Uwagi |
| ------- | -------------------- | ----------------- | ------------ | ------------ | ------------ | ------------ | ------------ | ------------ | ------------ | ------------ | ----- | ----- |
| 01 !    | Kajsa Bergqvist      | Szwecja           | O            | O            | O            | XO           | O            | O            | O            | XXX          | 2,00  | WL    |
| 02 !    | Inha Babakowa        | Ukraina           | O            | O            | O            | O            | O            | O            | XXO          | XXX          | 2,00  | WL    |
| 03 !    | Wenelina Wenewa      | Bułgaria          | –            | O            | O            | O            | O            | XXX          | –            | –            | 1,96  |       |
| 4.      | Amy Acuff            | Stany Zjednoczone | O            | O            | O            | XO           | O            | X-           | XX           | –            | 1,96  | PB    |
| 5.      | Wita Pałamar         | Ukraina           | O            | O            | O            | O            | XXX          | –            | –            | –            | 1,93  |       |
| 5.      | Dóra Győrffy         | Węgry             | O            | O            | O            | O            | XXX          | –            | –            | –            | 1,93  |       |
| 7.      | Ruth Beitia          | Hiszpania         | O            | O            | XXO          | O            | XXX          | –            | –            | –            | 1,93  |       |
| 8.      | Monica Iagăr-Dinescu | Rumunia           | O            | O            | O            | XXO          | XXX          | –            | –            | –            | 1,93  |       |
| 9.      | Swietłana Zalewska   | Kazachstan        | O            | O            | O            | XXX          | –            | –            | –            | –            | 1,90  |       |
| 10.     | Marta Mendía         | Hiszpania         | O            | XO           | O            | XXX          | –            | –            | –            | –            | 1,90  |       |
| 11.     | Jelena Gułajewa      | Rosja             | XXO          | XXO          | XXO          | XXX          | –            | –            | –            | –            | 1,90  |       |
| 12.     | Julija Lachowa       | Rosja             | O            | O            | XXX          | –            | –            | –            | –            | –            | 1,85  |       |
| 13.     | Elena Herzenberg     | Niemcy            | O            | XXX          | –            | –            | –            | –            | –            | –            | 1,80  |       |